# Municipio de Wright (Pensilvania)
El municipio de Wright  (en inglés: Wright Township) es un municipio ubicado en el condado de Luzerne en el estado estadounidense de Pensilvania. En el año 2000 tenía una población de 5.593 habitantes y una densidad poblacional de 165.4 personas por km².

## Geografía
El municipio de Wright se encuentra ubicado en las coordenadas 41°08′00″N 75°52′28″O / 41.13333, -75.87444.

## Demografía
Según la Oficina del Censo en 2000 los ingresos medios por hogar en la localidad eran de $52,689 y los ingresos medios por familia eran $60,585. Los hombres tenían unos ingresos medios de $45,570 frente a los $27,360 para las mujeres. La renta per cápita para la localidad era de $23,787. Alrededor del 3,8% de la población estaban por debajo del umbral de pobreza.